# Chloroclystis kampalensis
Chloroclystis kampalensis là một loài bướm đêm trong họ Geometridae.